# 和泉琴音
和泉 琴音（いずみ ことね、9月30日 - ）は、日本の女性声優、ナレーター。埼玉県出身。血液型はB型。趣味は歌、舞台鑑賞。アクロスエンタテインメント準預かり。

## 略歴
専門学校東京アナウンス学院放送声優科卒業。
2014年、渡辺 琴音としてアールグルッペに所属。2022年3月を以てアールグルッペを退所し、フリーランスとして声優活動を継続。2023年7月、アクロスエンタテインメント準預かりになるとともに、和泉 琴音に改名。

## 出演
太字はメインキャラクター。

### テレビアニメ
- しまじろうのわお!（クレヨン、ドンカルロス）
- Lostorage incited WIXOSS（2016年、女子生徒、女の子、女子）
- WIXOSS DIVA(A)LIVE（2021年、野場越超 / ノヴァ[4]）
- ドラえもん（テレビ朝日版第2期）（2024年、販売員の女性、クラスメイト③）

### 劇場アニメ
- 劇場版 しまじろうのわお! しまじろうとおおきなき
- 劇場版selector destructed WIXOSS（女子生徒）

### 吹き替え

#### 映画
- あるアスリートの告発（ラリッサ・ボイス、レベッカ）
- バタリオン ロシア婦人決死隊VSドイツ軍(フローシャ)
- ハドソン川の奇跡（赤子を連れた乗客、留守電音声）※ ザ・シネマ版
- ハーフ・オブ・イット: 面白いのはこれから（アンバー）
- ヘルブレイザー（ディアナ、メアリー）
- ユーロビジョン歌合戦 〜ファイア・サーガ物語〜（ブリトニー、ステファン、少年ラーズ、リサ、舞台監督女性）

#### ドラマ
- オンコール（アメリア）
- 刑事ヴィスティング 〜殺人鬼の足跡〜（イサベル）
- ゴシップガール（コカインガール）
- コブラ会（ザラ・マリク）
- THE GREAT 〜エカチェリーナの時々真実の物語〜（マリーナ）
- ジニー&ジョージア（マキシーン・“マックス”・ベイカー〈サラ・ウェイスグラス〉[5]）
- SUPERGIRL/スーパーガール シーズン5（DEO隊員女性）
- ビリオネア・アイランド（ハディア）
- マスター・オブ・ゼロ シーズン3（レシュミ）
- レコニング〜深淵をのぞく者〜（サム・セラート〈ミリー・オールコック〉[6]）
- LAW & ORDER:性犯罪特捜班 シーズン13（ヘイリー・コール）

#### アニメ
- ビッグシティ・グリーン（少年ビル）

### ボイスオーバー
- 月曜から夜ふかし
- 世界一受けたい授業
- CIAOちゅ〜るpresents オールねこ感謝祭‼︎ニャン♪にゃん♪オフ会2025
- 動物界の意外なお友達(メーガン・メスマー、ルース・マイケリデス、ベス・ガードラー)

### ゲーム
- ウィクロスマルチバース(ノヴァ)
- 黒い砂漠 (ツバキ)
- スタートリガー (いたずらウリィ)
- ボク姫PROJECT（伊藤小夜華先生、小牧志穂、ショートヘアの女子生徒）
- WAR OF BRAINS（心術士パンドラ、巨砲医ヴィマラ、検体隊長モルモン、慌てんぼうのミンティ、半人前剣士ミンティ、爛漫籠姫コトネ）

### ラジオ
- Midnight Colosseum（2012年、インターFM)
- ラジオドラマ甲子園 （2013年1月26日、レインボータウンFM)
- selector radio WIXOSS -Booster Pack-（音泉：2015年10月8日）
- Lostorage radio WIXOSS ウィクロスクールR組（音泉：2016年10月4日-2017年1月31日）

### インターネットラジオ
- 東京アナウンス学院ＴＶ（2012年、WALLOP）

### ＣＭ
- タカラトミー WIXOSS
  - 「最高のパートナー編」（2016年）
  - 「まだ助かる編」対戦相手（2018年）
  - 「テープカット編」MC（2018年）
- 明治
  - 「北海道十勝純乳脂」ナレーション（2019年）

### 舞台
- D.K HOLLYWOOD 「ギャングスターズ☆パラダイス」（2013年6月）- 綾 役

### YouTube
- Let's Go!!パチッとクリエーション（森山大樹）

### その他
- WIXOSS

2015年4月26日のニコニコ超会議2日目で第2代WIXOSS GIRLに任命され、「WIXOSS GIRLS」として全国のツアー参加を始めとするPR活動を行っている。
- バラエティイベント｢オトニワ！｣
  - 2019年9月8日、池袋GEKIBA

## ディスコグラフィ

### キャラクターソング
| 発売日        | 商品名                           | 歌                 | 楽曲                              | 備考                                                 |
| ------------- | -------------------------------- | ------------------ | --------------------------------- | ---------------------------------------------------- |
| 2021年6月26日 | WIXOSS DIVA(A)LIVE BD第1巻特典CD | うちゅうのはじまり | 「はんぱない★ディストラクション」 | テレビアニメ『WIXOSS DIVA(A)LIVE』エンディングテーマ |

### ユニットメンバー
1. ↑  Dr.タマゴ（真野あゆみ）、ノヴァ（渡辺琴音）、バン（水上亜紗美）